# 1814 en photographie
| Années de la photographie : 1811 - 1812 - 1813 - 1814 - 1815 - 1816 - 1817    |
| Décennies de la photographie : 1780 - 1790 - 1800 - 1810 - 1820 - 1830 - 1840 |

Cet article présente les faits marquants de l'année 1814 en photographie.

## Naissances
- 28 janvier : Thomas Brumby Johnston, cartographe et photographe écossais, mort le 2 septembre 1897.
- 31 janvier : Jean-Baptiste Frénet, peintre et photographe français, mort le 12 août 1889.
- 27 février : Robert Turnbull Macpherson (en), peintre et photographe écossais, actif en italie, mort le 17 novembre 1872.
- 3 mars : Louis Buvelot, peintre et photographe suisse, actif au Brésil et en Australie, mort le 30 mai 1888.
- 4 avril : Jan Karel van den Broek, médecin néerlandais qui a enseigné la médecine, la chimie et la photographie à Nagasaki au Japon, mort le 23 mai 1865.
- 18 avril : Alphonse Le Blondel, photographe français actif à Lille, mort le 12 mai 1875.
- 21 avril : Louis-Auguste Bisson, photographe français, mort le 11 mai 1876.
- 21 mai : Jean-Baptiste Henri Durand-Brager, peintre et photographe français, mort le 25 avril 1879.
- 25 juillet : Edmond Bacot, photographe français, mort le 26 avril 1875.
- 26 août : Janez Puhar, prêtre, écrivain et photographe slovène, mort le 7 août 1864.
- 1er septembre : John Cooke Bourne, lithographe et photographe britannique, mort en février 1896.
- 15 septembre : William Henry Silvester, photographe britannique, mort le 10 novembre 1886.
- 18 septembre : Henry T. Anthony (en), photographe américain, mort le 11 octobre 1884.
- 17 décembre : Warren Thompson, photographe daguerréotypiste et inventeur américain, actif à Paris et à Londres, mort en janvier 1901.
- 23 décembre : John Venimore Godwin (en), photographe britannique, mort le 20 janvier 1898.

- Date précise non renseignée ou inconnue :
  - Gioacchino Altobelli, photographe italien, mort vers 1878.
  - Giuseppe Allegri, photographe italien, mort en 1887.
  - James Ambrose Cutting, photographe américain, mort le 31 juillet 1867.
  - Thomas Coffin Doane (en), photographe canadien, mort en 1896.
  - Henry Hering, photographe portraitiste britannique, qui a réalisé une série de photographies entre 1856 et 1862 à l'asile pour aliénés du Bethlem Royal Hospital à Londres, mort le 23 avril 1893.